# Upwey (stacja kolejowa)
Upwey – stacja kolejowa we wsi Upwey w hrabstwie Dorset, na liniach Heart of Wessex i South Western Main Line. Jest stacją zelektryfikowaną (trzecia szyna).

## Ruch pasażerski
Ze stacji korzysta ok. 36 086 pasażerów rocznie (dane za rok 2021/2022). Posiada bezpośrednie połączenia z Bristolem, Bath Spa. Basingstoke, Southampton, Bournemouth, Londynem i  Weymouth. Pociągi odjeżdżają ze stacji w odstępach dwugodzinnych w każdą stronę.

## Obsługa pasażerów
Na stacji dostępny jest automat biletowy, w sąsiedztwie znajduje się przystanek autobusowy. Stacja dysponuje parkingiem samochodowym na 32 miejsca i parkingiem rowerowym na 12 miejsc.